# Crimewave
Crimewave — сингл канадской электронной группы Crystal Castles, выпущенный в 2007 году. Он вошёл в дебютный одноимённый альбом группы, также известный как «Crystal Castles (2008)». Песня является ремиксом на одноименный трек американского нойз-рок коллектива Health. Crimewave обрела успех и стала одним из наиболее узнаваемых треков Crystal Castles.

## История создания
Оригинальная Crimewave была написана и произведена участниками группы Health и вышла на одноименном альбоме. Вокальный сэмпл, использованный в версии Crystal Castles, взят из этой версии.
В 2008 году Crystal Castles выпустили свой дебютный альбом «Crystal Castles», где ремикс на Crimewave стал одним из ключевых треков. Песня была выпущена как сингл и сопровождалась видеоклипом, снятым режиссёром Рокси Пейн (Roxie Payne).

## Музыкальный стиль и влияние
Crimewave сочетает в себе характерные черты творчества Crystal Castles: эксперименты со звуком, чиптюн-эстетику и тяжёлые биты. Песня стала характерной для стиля группы и легла в основу их дальнейшего развития.
В качестве вокалистки на песне выступила Алиса Гласс, используя свой характерный стиль пения: вокал был искажён и обработан с помощью различных эффектов, что придавало ему отдалённое и мечтательное звучание.

## Восприятие и значение
«Crimewave» получила положительные отзывы от музыкальных критиков. Создание необычного и запоминающегося трека привлекло внимание как слушателей, так и критиков. Песня стала символом новой волны экспериментальной электронной музыки 2000-х годов3.
Британский журнал New Musical Express включил данную композицию в свой список «500 величайших песен всех времён», разместив её в нём на 285-й позиции.

## Коммерческий успех и влияние
Crimewave стала одним из самых известных и успешных треков Crystal Castles. Песня заняла 9-е место в UK Indie Chart и обрела популярность в клубной сцене. Видеоклип на песню получил множество просмотров на YouTube и стал одним из знаковых для группы.